# Miguel Morris
Miguel Samuel Morris Yrisarry (Manila, Capitanía General de Filipinas; 20 de agosto de 1880 - Barcelona, España; 16 de junio de 1951), conocido como Junior Morris, J. Morris o Morris III, fue un futbolista hispano-filipino de ascendencia inglesa. Jugaba como defensa o medio y fue uno de los pioneros en la práctica del fútbol en Barcelona y España, junto a sus medios hermanos Samuel y Henry Morris. 

## Trayectoria
Nacido en Manila, cuando las Filipinas eran una provincia española, era hijo del empresario inglés Samuel James Morris Campbell y su segunda esposa, la española Victorina Juliana Yrisarry Errasquin. En 1886 los Morris dejaron Filipinas y se establecieron en Barcelona, España, donde el padre había sido destinado para dirigir las compañías Barcelona Tramways Company Limited y Sociedad del Tranvía de Barcelona, Ensanche y Gracia.
En los terrenos colindantes al Hipódromo de Can Tunis James Morris enseñó a sus hijos Samuel, Enrique y Júnior a jugar al fútbol, un deporte que por entonces era casi desconocido en Barcelona. A principios de los años 1890 los Morris, padre e hijos, junto a otros miembros del British Club, participaron en los primeros partidos organizados en Barcelona de los que se tiene constancia.

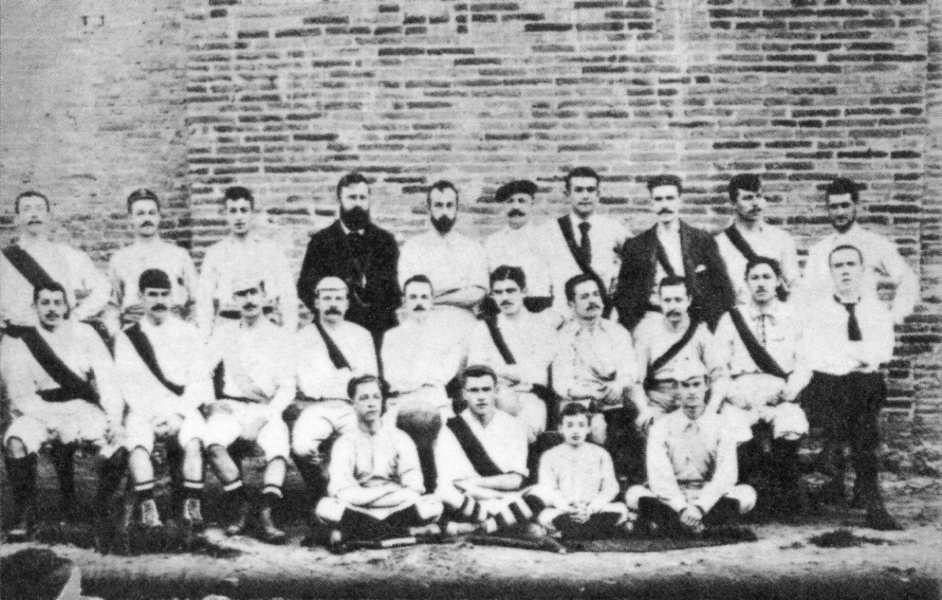
Siendo todavía un niño, Miguel Morris fue inmortalizado en la foto más antigua de un equipo de fútbol de España (c. 1892), junto a su padre (con boina) y su hermano Samuel (de pie, segundo por la izquierda).

En 1899 se trasladó a Londres con su padre y a su regreso a Barcelona, en 1901, ingresó en Hispania Athletic Club, donde ya jugaban Samuel y Henry. En 1902 los tres hermanos reforzaron el FC Barcelona en su participación en la Copa de la Coronación, el primer campeonato de ámbito nacional disputado en España y precedente de la actual Copa del Rey. Los tres jugaron la final, siendo derrotados por el Bizcaya.
Los hermanos Morris siguieron en el Hispania AC hasta 1903, cuando el club se disolvió por falta de jugadores, ingresando entonces en el FC Barcelona. J. Morris dejó el club barcelonista tras conquistar el Campeonato de Cataluña de 1905. Presumiblemente, entre 1905 y 1908 residió en Madrid, jugando en el Moncloa FC y la Sociedad Gimnástica Española. A su regreso a la ciudad condal volvió a enrolarse en el FC Barcelona, con el que ganó nuevamente el Campeonato de Cataluña en 1909. La temporada 1909-10 participó en el Campeonato de Cataluña de Primera Categoría con el Star FC, junto a su hermanastro Henry, y la 1913-14 con el Català SC. Jugó también en la Agrupación Deportiva Canigó y el Canadiense FC.